# Keith P. Tritton
Keith P. Tritton, né en 1944 en Angleterre, est un astronome britannique.

## Biographie
Keith Tritton est un astronome et un gestionnaire d'observatoire qui travailla dans différentes parties du monde. Il rejoint l'observatoire royal de Greenwich, alors situé à Herstmonceux dans le Sussex, en 1967 en tant que chercheur en astronomie et travailla ensuite à l'observatoire Radcliffe en Afrique du Sud et au Royal Observatory à Edimbourg. Il passa plusieurs années en tant que professeur d'université aux Philippines et en Thaïlande. Son intérêt principal va à l'astronomie d'observation. Il fut le chef du UK Schmidt Telescope en Australie et du groupe de télescopes Isaac Newton aux îles Canaries. En 1987, il retourna à l'observatoire royal de Greenwich et déménagea avec le personnel de l'observatoire pour Cambridge en 1990, où il devint chef de la division Astronomie. 
Il prit sa retraite anticipée en 1997. Entre 1995 et 2011, il fut professeur associé en astronomie et en sciences planétaires dans le cadre de l'Open University.
Il est le découvreur de la comète périodique 157P/Tritton.
L'astéroïde (46442) Keithtritton est nommé d'après lui.

## Contributions
Il est l'auteur d'environ 40 publications en astronomie d'observation, en particulier sur la surveillance optique des quasars, l'identification optique des sources radio, l'instrumentation optique et la photographie astronomique.
Parmi les livres qu'il a publiés :
- Low Light Level Detectors in Astronomy, with M J Eccles and M Elizabeth Sim; Cambridge University Press 1983,  (ISBN 0521240883) and (en russe) Mir Moskva 1986.
- Earth, Life and the Universe: Exploring Our Cosmic Ancestry; Curved Air Publications 2001,  (ISBN 0954099109).